# Jänissalo (ö i Södra Savolax, S:t Michel)
Jänissalo är en ö i Finland. Den ligger i sjön Kyyvesi och i kommunen Sankt Michel i den ekonomiska regionen  S:t Michel och landskapet Södra Savolax, i den södra delen av landet, 230 km nordost om huvudstaden Helsingfors. Öns area är 23,7 hektar och dess största längd är 1,2 kilometer i nord-sydlig riktning.